# 2700 Бајконур
2700 Бајконур (енгл. 2700 Baikonur) је астероид главног астероидног појаса са средњом удаљеношћу од Сунца која износи 2,911 астрономских јединица (АЈ).
Апсолутна магнитуда астероида је 12,1.